# William Usher
William Dennis Usher, również Dennis Usher – belizeński polityk, członek Zjednoczonej Partii Demokratycznej, poseł do Izby Reprezentantów z okręgu Toledo West w latach 1989−1998.

## Życiorys
Swoją karierę polityczną związał ze Zjednoczoną Partią Demokratyczną (UDP) i z jej ramienia kandydował do parlamentu.
30 czerwca 1989 w wyborach parlamentarnych zdobył w okręgu Toledo West 1062 głosy i został członkiem Izby Reprezentantów. Pokonał przedstawiciela PUP: Samuela Venona stosunkiem głosów: 53,5% do 45,9%.
30 czerwca 1993 w kolejnych wyborach po raz drugi dostał się do parlamentu – zdobył 1139 głosów i ponownie pokonał Venona (51,8% do 48,2%). W wyborach parlamentarnych w 1998, 27 sierpnia zdobył 1096 głosów i uległ przedstawicielowi PUP Marcialowi Mesowi stosunkiem głosów: 33,62% do 65,58%. Obaj politycy spotkali się ponownie w wyborach w 2008, ponownie górą był Mes, który pokonał Ushera 54,45% do 44,61%. Usher zdobył 1940 głosów. W kolejnych wyborach nie startował.